# Mạng lưới chuỗi cung ứng

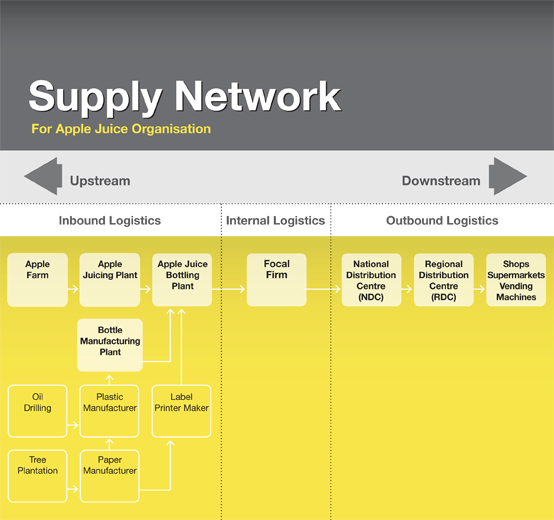
Ví dụ về mạng lưới chuỗi cung ứng

Mạng lưới chuỗi cung ứng (SCN) là một sự phát triển của chuỗi cung ứng cơ bản.  Do tiến bộ công nghệ nhanh chóng, các tổ chức có chuỗi cung ứng cơ bản có thể phát triển chuỗi này thành một cấu trúc phức tạp hơn bao gồm mức độ phụ thuộc và kết nối cao hơn giữa nhiều tổ chức, điều này tạo thành một mạng lưới chuỗi cung ứng.
Các doanh nghiệp thường là một phần của một mạng lưới tổ chức lớn hơn, mạng lưới chuỗi cung ứng có thể được sử dụng để làm nổi bật các tương tác giữa các tổ chức; chúng cũng có thể được sử dụng để hiển thị luồng thông tin và tài liệu giữa các tổ chức.  Mạng lưới chuỗi cung ứng hiện nay toàn cầu hơn bao giờ hết và thường được cấu trúc với năm lĩnh vực chính: nhà cung cấp bên ngoài, trung tâm sản xuất, trung tâm phân phối (DC), khu vực nhu cầu và tài sản vận tải 

## Tổng quan
Tất cả các tổ chức có thể mua các thành phần để xây dựng một mạng lưới chuỗi cung ứng, đó là tập hợp các địa điểm, phương tiện vận chuyển và hệ thống hỗ trợ mà qua đó các thị trường của công ty sản phẩm và dịch vụ được quản lý và cuối cùng được giao.
Các địa điểm vật lý trong mạng lưới chuỗi cung ứng có thể là nhà máy sản xuất, kho lưu trữ, giao hàng vận chuyển, trung tâm phân phối lớn, cảng, nhà ga đa phương thức cho dù thuộc sở hữu của một công ty, nhà cung cấp, hãng vận tải, nhà cung cấp dịch vụ hậu cần bên thứ ba, cửa hàng bán lẻ hoặc một khách hàng cuối cùng.  Các chế độ vận chuyển hoạt động trong mạng lưới chuỗi cung ứng có thể bao gồm nhiều loại xe tải, xe lửa khác nhau để di chuyển bằng xe chở hàng hoặc liên phương thức, tàu container hoặc máy bay chở hàng.
Có nhiều hệ thống có thể được sử dụng để quản lý và cải thiện mạng lưới chuỗi cung ứng bao gồm Hệ thống quản lý đơn hàng, Hệ thống quản lý kho, Hệ thống quản lý vận tải, Mô hình hậu cần chiến lược, Hệ thống quản lý kho, Hệ thống bổ sung, Hiển thị chuỗi cung ứng, Công cụ tối ưu hóa và hơn thế nữa.  Các công nghệ và tiêu chuẩn mới nổi như RFID  và Tiêu chuẩn toàn cầu GS1 hiện đang có thể tự động hóa các Mạng chuỗi cung ứng này theo cách thức thời gian thực giúp chúng hiệu quả hơn chuỗi cung ứng đơn giản trước đây.

## Thiết kế mạng lưới chuỗi cung ứng
Một mạng lưới chuỗi cung ứng có thể được thiết kế chiến lược theo cách giảm chi phí của chuỗi cung ứng; Các chuyên gia đã đề xuất rằng 80% chi phí chuỗi cung ứng được xác định bởi vị trí của các cơ sở và dòng sản phẩm giữa các cơ sở.  Thiết kế mạng chuỗi cung ứng đôi khi được gọi là 'Mô hình mạng', do thực tế có thể tạo ra một mô hình toán học để tối ưu hóa mạng lưới chuỗi cung ứng.
Các công ty đã được dẫn dắt để sửa đổi chuỗi cung ứng cơ bản của họ, đầu tư vào các công cụ và tài nguyên để phát triển một thiết kế SCN cải tiến có tính đến các quy định về thuế, những người mới tham gia vào ngành và nguồn lực sẵn có của họ, dẫn đến các thiết kế mạng phức tạp hơn.
Thiết kế SCN liên quan đến việc tạo ra một mạng lưới kết hợp tất cả các phương tiện, phương tiện sản xuất, sản phẩm và tài sản vận chuyển thuộc sở hữu của tổ chức hoặc những người không thuộc sở hữu của tổ chức nhưng hỗ trợ ngay lập tức cho hoạt động của chuỗi cung ứng và dòng sản phẩm.  Thiết kế cũng nên bao gồm các chi tiết về số lượng và vị trí của các cơ sở: nhà máy, kho, và cơ sở nhà cung cấp.  Do đó, có thể nói rằng thiết kế SCN là sự kết hợp của các nút có khả năng và năng lực, được kết nối bằng các làn đường để giúp sản phẩm di chuyển giữa các cơ sở 
Không có cách dứt khoát nào để thiết kế SCN như dấu chân của mạng, khả năng và năng lực và dòng sản phẩm, tất cả đan xen lẫn nhau và phụ thuộc lẫn nhau.  Tiếp theo đó, cũng không có thiết kế SCN tối ưu duy nhất, trong thiết kế mạng có sự đánh đổi rõ ràng giữa khả năng đáp ứng, khả năng chịu rủi ro và hiệu quả.

## Thiết kế mạng chuỗi cung ứng ngược
Một yêu cầu mới về 'thiết kế mạng lưới chuỗi cung ứng ngược' đã nảy sinh từ tác động môi trường của hàng hóa cuối cùng.  Thiết kế mạng đặc biệt này giải quyết các vấn đề hậu cần như thu thập, xử lý và tái chế hàng hóa cuối cùng.  Các công ty thiết kế cả hai quá trình chuỗi cung ứng chuyển tiếp và ngược lại cùng nhau, với ý tưởng tái chế và xử lý, đã được ghi nhận là có thành công lớn nhất.  Thông qua đó, các tổ chức có thể hỗ trợ hàng hóa từ sản xuất đến xử lý tạo ra một ' hệ thống vòng kín '.

### Ví dụ về thiết kế mạng cung cấp ngược
Bosch là một công ty tận dụng hệ thống vòng kín này bằng cách xây dựng các cảm biến vào động cơ công cụ điện của họ.  Bosch có thể nhanh chóng đánh giá trạng thái của động cơ giảm chi phí kiểm tra và xử lý, từ đó tăng biên lợi nhuận của họ đối với các công cụ điện được tân trang lại.

## Phân tích rủi ro chuỗi cung ứng
Mặc dù thiết kế mạng lưới chuỗi cung ứng có thể cắt giảm chi phí trong một công ty, điều quan trọng cần lưu ý là chuỗi cung ứng không phải là tĩnh mà là một mô hình cải tiến liên tục và thích ứng.  Một phần quan trọng của việc thiết kế mạng lưới chuỗi cung ứng là đảm bảo mạng đủ linh hoạt để đối phó với những bất ổn trong tương lai.  Mặc dù có sự không chắc chắn cố hữu về tương lai, phân tích rủi ro mạng lưới chuỗi cung ứng có thể được thực hiện; bằng cách sử dụng thông tin có sẵn, môi trường kinh doanh trong tương lai có thể được đặc trưng.
Sự không chắc chắn liên quan đến mạng lưới chuỗi cung ứng nằm trong hai loại, sự không chắc chắn nội sinh và sự không chắc chắn ngoại sinh.

### Sự không chắc chắn nội sinh
Một sự không chắc chắn có thể được phân loại là 'nội sinh' khi nguồn gốc của rủi ro nằm trong chính mạng lưới chuỗi cung ứng, như biến động thị trường hoặc nhiễu loạn công nghệ.

### Sự không chắc chắn ngoại sinh
Một sự không chắc chắn có thể được phân loại là 'ngoại sinh' khi nguồn gốc của rủi ro nằm ngoài mạng lưới chuỗi cung ứng.  Sự không chắc chắn ngoại sinh có thể được phân loại thêm; rủi ro liên tục như biến động kinh tế, có thể được mô tả là "rủi ro liên tục".  Các sự kiện 'rời rạc' đề cập đến các sự kiện không thường xuyên có thể phá vỡ quy trình chuỗi cung ứng, chẳng hạn như thiên tai.

### Quản lý rủi ro
Bằng cách phân biệt giữa các loại không chắc chắn này, một tổ chức có thể quyết định cách tiếp cận tốt nhất để quản lý rủi ro.  Một công ty có khả năng rất hạn chế để ngăn chặn sự không chắc chắn ngoại sinh.  Rủi ro đối với mạng lưới chuỗi cung ứng có thể được giảm thiểu bằng cách chuẩn bị tốt cho các sự kiện tiềm năng.  Sự không chắc chắn nội sinh có thể được giảm nhẹ bằng các biện pháp phòng ngừa như giao tiếp thường xuyên giữa một tổ chức và nhà cung cấp.